# Hurlements 3
Série Hurlements
Hurlements 2
(1985) Hurlements 4
(1988)
Pour plus de détails, voir Fiche technique et Distribution.
Hurlements 3 (Howling III) est un film d'horreur australien réalisé par Philippe Mora, sorti en 1987.

## Synopsis
Le professeur Beckmeyer sait grâce à son grand-père qu'il y a en Australie des tribus de loup-garous. Après plusieurs recherches il apprend qu'en Sibérie aussi il y a certainement des loup-garous. Beckmeyer a la mission d'aller détruire les loup-garous, mais il va tomber amoureux d'une femme-louve, ce qui va compliquer les choses.

## Fiche technique
- Réalisateur : Philippe Mora
- Scénario : Philippe Mora, Gary Brandner
- Photographie : Louis Irving
- Montage : Lee Smith
- Musique : Allan Zavod
- Production : Steven A. Lane, Robert Pringle, Edward Simons, Philippe Mora et Charles Waterstreet
- Langue : anglais
- Genre : Horreur
- Durée : 94 minutes
- Sortie : 1987

## Distribution
- Barry Otto : Prof. Harry Beckmeyer
- Imogen Annesley : Jerboa
- Lee Biolos : Donny Martin
- Ralph Cotterill : Prof. Sharp
- William Yang : Siberian Peasant
- Deby Wightman : Wolf Woman
- Dagmar Bláhová : Olga Gorki